# 盧克·墨菲
盧克·墨菲（英語：Luke Murphy；1989年10月21日—）是一位英格蘭足球運動員。在場上的位置是中場。出身克鲁足球俱乐部青訓系統。現時效力英格蘭足球冠軍聯賽保頓。

## 外部連結
- 足球数据库：盧克·墨菲的球员统计数据